# Герб Козаровичів
Герб Козаровичів — один з офіційних символів села Козаровичі Київської області.
Затверджений 5 червня 2013 року рішенням сесії сільської ради.
Створення символів села ініціював краєзнавець Валентин Тимошенко, який звернувся до Українського геральдичного товариства. Автор проєкту герба — Андрій Гречило.

## Опис
У зеленому полі стоїть срібний лелека з чорним оперенням і червоним дзьобом і ногами, над ним — золотий лапчастий хрест; обібіч — два срібні бічники. 
Щит вписаний у еклектичний картуш, увінчаний золотою сільською короною з колосків.

## Зміст
Два геральдичні бічники символізують давнє розміщення Козаровичів у межиріччі. Лелека є типовим представником місцевої фауни. Хрест уособлює давні козацькі традиції, високу духовність мешканців села. Зелений колір означає багаті лісові ресурси, срібний — чистоту і порядність. 
Золота сільська корона з колосків означає населений пункт зі статусом села.
Оформлення герба відповідає усталеним вимогам для гербів сільських громад..